# 빠르기말
빠르기말이란 곡 전체 또는 한 부분을 얼마나 빠르게 연주해야 하는지 나타내기 위해 사용하는 숫자나 문자를 말한다. 숫자로 표기하면 빠르기표 또는 메트로놈(Metronom) 기호라 하고, 문자로 표기하면 빠르기말이라 구별하여 말한다.
빠르기말을 사용한 예 가운데 가장 오래된 하나는 1600년경 반케리의 작품에 있다. 여기에서 알레그로(Allegro), 아다지오(Adagio), 프레스토(presto)라는 말을 볼 수 있다. 알레그로는 원래 '유쾌하게'라는 뜻인데, 이로부터 '빨리'라는 뜻으로 쓰이게 되었다. 이와 같이 빠르기말은 나타냄말과 밀접한 관계가 있으며, 전체적인 빠르기와 표정·성격을 나타낸다. 이탈리아어로 쓰는 것이 가장 일반적인데 19세기 이후 모국어로 된 빠르기말도 즐겨 사용한다.
이시모(issimo)-[매우]ex)《피아니시모,포르티시모》는 기초어(基礎語)를 세게 하고, 엣토(etto)-[작은,덜]ex)《알레그레토》, 이노(ino)는 기초어를 여리게 하는 접미어(接尾語)이다.

## 종류

### A
- A Tempo(아 템포) - 변화하기 직전의 빠르기로(본디 빠르기로)
- Accelerando(Accel. 아첼레란도) - 차츰 빠르게
- Accelerando(아첼레란도) - 점점 빠르고 세게
- Adagietto(아다지에토) - 아다지오보다 조금 빠르게
- Adagio(아다지오) - 침착하게 느리게
- Adagissimo(아다지시모) - 매우 느리게
- Agitato(아지타토) - 급하게
- Allargando(알라르간도) - 폭넓게, 점점 느리게
- Allegretto(알레그레토) - 조금 빠르게
- Allegrissimo(알레그리시모) - 매우 빠르게
- Allegro Moderato(알레그로 모데라토)
- Allegro Vivace(알레그로 비바체)
- Allegro(알레그로) - 빠르게
- Andante(안단테) - 천천히 걷는 빠르기로
- Andantino(안단티노) - 안단테보다 조금 빠르게
- Assai(아사이) - 아주

### C
- Calando(칼란도) - 점점 느리고 약하게
- Con Fuoco(콘 푸오코) - 정열적이고 빠르게
- Con Moto(콘 모토) - 생생하고 움직임을 가지며 약간 빠르게

### D
- Di Molto(디 몰토) - 매우

### G
- Grave(그라베) - 장중하게 느리게
- Grazioso(그라지오소) - 우아하게

### I
- In Tempo(인 템포) - 속도를 변화시키지 않고

### L
- L'Istesso Tempo(리스테소 템포) - 같은 빠르기로
- Largando(라르간도) -점점 느리고 폭넓게 하며 세게
- Larghetto(라르게토)- 라르고보다 조금 빠르게
- Larghissimo(라르기시모) - 아주 천천히
- Largo(라르고) - 천천히
- Lentissimo(렌티시모) - 아주 느리게
- Lento(렌토) - 아주 느리게
- Lent et douloureux - 느리고 고통스럽게
- Lent et Triste - 느리고 슬프게
- Lent et Grave - 느리고 엄숙하게

### M
- Ma Non Troppo(마 논 트로포) - 그러나 너무 지나치지 않게
- Meno Mosso(메노 모소) - 앞부분의 속도보다는 느리게, 더욱 느리게
- Meno(메노) - 보다 적게
- Moderato(모데라토) - 보통 빠르기로, 균형잡힌
- Molto(몰토) - 아주, 대단히, 더욱
- Morendo(모렌도) - 점점 느리고 약하게

### N
- Non Tanto(논 탄토) - 많지 않게
- Non Troppo(논 트로포) - 심하지 않게

### P
- Perdendosi(페르덴도시) - 점점 느리고 약하게
- Piu Mosso(피우 모소) - 보다 빠르게
- Piu(피우) - 한층, 보다 많이
- Poco(포코) - 조금
- Poco A Poco(포코 아 포코) - 조금씩
- Prestissimo(프레스티시모) - 매우 빠르게
- Presto(프레스토) - 빠르게
- presto agitato(프레스토 아지타토) - 빠르고 급하게

quasi trillo

### R
- Rallentando(Rall., Rallent. 랄렌탄도) - 차츰 느리게
- Ritardando(Rit., Ritard. 리타르단도) - 차츰 느리게
- Ritenuto(리테누토) - 즉시 천천히
- Rubato(루바토) - 자유로운 템포로

### S
- Smorzando(스모르찬도) - 점점 느리고 약하게
- Stringendo(스트린젠도) - 점점 급하게

### T
- Tempo Di Marcia(템포 디 마르치아) - 행진곡의 빠르기로
- Tempo Di Menuetto(템포 디 미뉴에토) - 미뉴에트의 빠르기로
- Tempo Giusto(템포 지우스토) - 정확한 빠르기로
- Tempo Primo (Tempo I, 템포 프리모) - 처음 빠르기로
- Tempo Rubato(템포 루바토) - 흔들리는 자유로운 속도로

### V
- Vivace(비바체) - 발랄하게 빨리
- Vivacissimo(비바치시모) - 아주 빠르게
- Vivo(비보) - 빠르고 힘차게